# 切斯特菲爾德
切斯特菲爾德（英語：Chesterfield）是英國德比郡的大型集鎮及自治市鎮。位於德比以北24英里（39），2011年時有人口103,800人。

## 姐妹城市
- 德国黑森州達姆施塔特
- 法國奧布省特魯華
- 中国山西省陽泉市
- 纳米比亚奧希科托區楚梅布